# Gonapodyaceae
Gonapodyaceae är en familj av svampar. Gonapodyaceae ingår i ordningen Monoblepharidales, klassen Monoblepharidomycetes, divisionen pisksvampar och riket svampar.
|               | Oedogoniomycetaceae                                           |
|               |                                                               |
|               | Monoblepharidaceae                                            |
|               |                                                               |
|               | Harpochytriaceae                                              |
|               |                                                               |
| Gonapodyaceae | \| \| Monoblepharella \| \| \| \| \| \| Gonapodya \| \| \| \| |
|               | \| \| Monoblepharella \| \| \| \| \| \| Gonapodya \| \| \| \| |
|               | Monoblepharella                                               |
|               |                                                               |
|               | Gonapodya                                                     |
|               |                                                               |

|  | Monoblepharella |
|  |                 |
|  | Gonapodya       |
|  |                 |